# Carl Friedrich Ernst von Lyncker

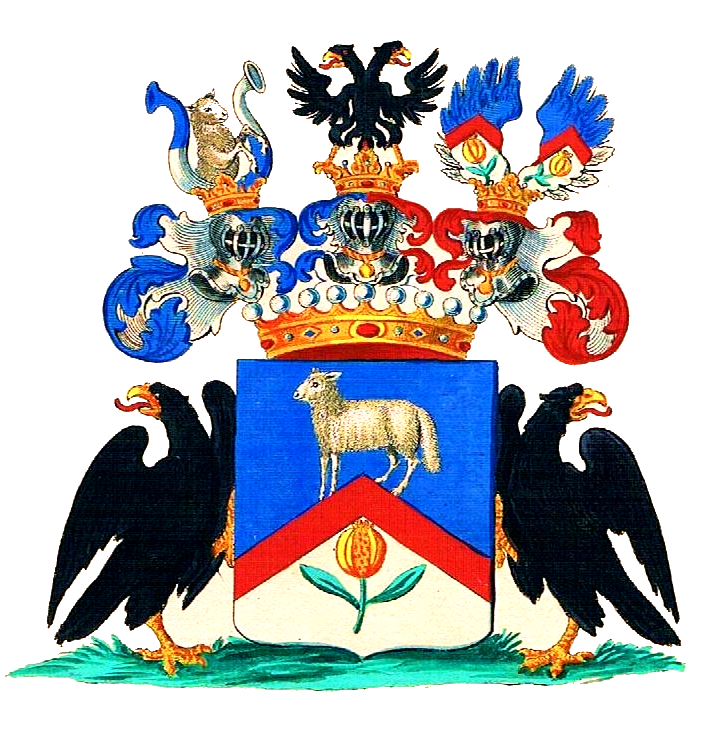
Wappen der Grafen von Linker

Carl Friedrich Ernst Freiherr von Lyncker (8. Februar 1727  in Ansbach (?) – 1801 in Weimar) war ein sachsen-weimarischer Beamter, der einer Marburger Juristenfamilie entstammte. Sein Vater war der Jurist Wilhelm Ernst Christian von Lyncker.
Die Lynckers wurden um 1700 in den Reichsfreiherrenstand erhoben. Zunächst trat Carl Friedrich Ernst in Ansbachische Dienste ein wie sein Sohn Carl Wilhelm Heinrich Freiherr von Lyncker, zog es aber vor, sich im Weimarischen mit der Bewirtschaftung der ererbten Familiengüter Flurstedt und Kötschau zu begnügen. Er hatte es 1763 geschafft, zum Direktor der Landschaft (einer Behörde) gewählt zu werden. Anna Amalia ernannte ihn 1772 zum Vizepräsidenten des Oberkonsistoriums. Diesen Posten wandelte 1774 Carl August zur Präsidentschaft um, womit Lyncker zum direkten Vorgesetzten des Generalsuperintendenten Johann Gottfried Herder wurde. Zwischen Lyncker und Herder folgte ein jahrzehntelanges Dienstverhältnis, welches zunehmend problematisch wurde. Es kam gewissermaßen zu einer Polarisierung zwischen konservativer Reformverweigerung (Lyncker) und Reformbejahung (Herder). Herder betrachtete Lyncker als Hindernis auf seinem Weg. Das wurde nicht leichter, weil ab 1792 Lyncker erblindete und somit die Arbeitslast für Herder sich vergrößerte.
Über ihn wissen wir u. a. über die Erinnerungen seines Sohnes Carl Wilhelm Freiherr von Lyncker, der zur Goethe-Zeit als Hofpage am Weimarer Hof diente und zugleich später seine Erinnerungen auf Befehl von Carl Friedrich (Sachsen-Weimar-Eisenach) aufgeschrieben hatte. Eigene Schriften hinterließ Carl Friedrich Ernst von Lyncker nicht, wenn man von amtlichen Schriftverkehr einmal absieht. Er ist Neffe von Wilhelm Ferdinand von Lyncker, der wiederum angeblich Schüler von Johann Sebastian Bach gewesen sein soll.